# Helicteres denticulenta
Helicteres denticulenta är en malvaväxtart som beskrevs av Cristóbal. Helicteres denticulenta ingår i släktet Helicteres och familjen malvaväxter. Inga underarter finns listade i Catalogue of Life.